# أحمد عبد الخالق
أحمد عبد الخالق من مواليد 1977، هو مدون وناشط حقوقي من الأقليات عديمي الجنسية. كان يُقيم سابقًا في عجمان في الإمارات العربية المتحدة. تمّ سجنه في الفترة ما بين نيسان/أبريل حتى تشرين الثاني/نوفمبر 2011 باعتبارها واحدٌ من الخمسة الذين «أهانوا» رئيس الإمارات العربية المتحدة خليفة بن زايد آل نهيان ونائب الرئيس محمد بن راشد آل مكتوم ثم ولي العهد محمد بن زايد آل نهيان. اعتبرته منظمة العفو الدولية سجين الرأي وطالبت بإطلاق سراحه فورًا. تمّ فك سراحه بموجب عفو رئاسي. تم اعتقاله للمرة الثانية على التوالي في أيار/مايو 2012 وخيّرته السلطات بين الاحتجاز إلى أجل غير مسمى أو المنفى. غادَر بحلول 16 تموز/يوليو من نفس العام دولة الإمارات إلى الأبد باتجاه تايلند.

## قضية الإمارات الخمس
حرّك الربيع العربي نشطاء حقوق الإنسان والمثقفين وباقي الشعوب في معظم الدول العربية إن لم يكن في كاملها بما في ذلك حكومة دولة الإمارات العربية المتحدة التي ظهر مُعارضوها في أوائل عام 2011. ردت السلطات الإماراتية على كل هذه «التحركات» من خلال سلسة من الاعتقالات بدأت بأستاذ الاقتصاد السيد بن غيث الذي تمّ اعتقالهُ في 11 نيسان/أبريل بسبب دعوته «بإصلاحان ديمقراطية واقتصادية شاملة». تم اعتقال المهندس والمدون منصور والذي كان عضوًا في هيومن رايتس ووتش في نفس اليوم وذلك بعد توقيعه على عريضة تُطالب الشعب بإعادة انتخاب البرلمان الذي يراه منَاسبًا في حين تم اعتقال عبد الخالق قبل نهاية الشهر وذلك بسبب أنشطته على الإنترنت. بعد اعتقال خمس نشطاء؛ وجدت الحكومة نفسها في ورطة بسبب اتهامها بالتضييق على الحريات فحاولت تصحيح ذلك من خلال توجيه وسائل الإعلام التابعة لها التي أكدت أنها الخمس أشخاص الذين تم القبض عليهم هم «متطرفين دينيين» ووكلاء خارجيين تابعين لدولة إيران. لقي اعتقال عبد الخالق والأربعة الآخرون اهتماما دوليا على الفور حيث سلطت كل من بي بي سي نيوز، نيويورك تايمز، وغيرها من مختلف وسائل الإعلام الضوء عليهم. نشرت منظمة العفو الدولية مقالا ذكرت فيه أن المُعتقلين الخمسة هم سجناء رأي ودعت إلى الإفراج الفوري وغير المشروط عنهم؛ كما حاولت تجنيد الكوميديين والكتاب للضغط على حكومة الإمارات وذلك في مهرجان أدنبرة لعام 2011. انتشر حينها اسم «الإمارات الخمس» للإشارة إلى الرجال الذين تم القبض عليهم.
أدانت منظمة رايتس ووتش المحاكمة واعتبرتها «هجومًا صريحًا على حرية التعبير»،  في حين تضامنت مؤسسة الخط الأمامي، مؤشر الرقابة والشبكة العربية لمعلومات حقوق الإنسان معَ الرجال. بسبب خلفيته الأكاديمية؛ احتجّ بن غيث على طريقة محاكمته كما دعمه في ذلك الأكاديمية الوطنية الأمريكية للعلوم علماء في خطر، واللجنة المعنية بالعلماء.

## المحاكمة والإدانة ثم العفو
بدأت المحاكمات في 14 حزيران/يونيو في أبو ظبي. انتقدت المتحدث باسم منظمة رايتس ووتش كل تلك المُحاكمات وأكّد أنها غير عادلة مشيرا في الوقت ذاته إلى أن العشرات المتظاهرين المواليين للحكومة قد حضروا المحاكمات من أجل الضغط أكثر على «السجناء الخمس». بشكل عام اتهمت الحكومة السجناء بمخالفة المادة 176 من قانون العقوبات في الإمارات العربية المتحدة والذي يجرم إهانة القيادة؛ كما ركز المدعي العام على محتوى مواقعهم على شبكة الإنترنت. ثبت في 18 تموز/يوليو أن المُتهمين الخمسة مذنبين بحسب السلطات؛ لكن وفي المقابل فقد أدانت منظمة العفو الدولية المحاكمة بشكل رسمي واعتبرتها «غير عادلة من الأساس» و«شابتها الكثير من المخالفات» مشيرة إلى أن المتهمين قد تم «رفض كل فرصهم للطعن في التهم والأدلة الموجهة ضدهم». أمّا هيومن رايتس ووتش فقد وصفت المحاكمة بأنها «جائرة».
بحلول الثالث من تشرين الأول/أكتوبر اقترحت بعض المنظمات حضور جلسة المحاكمة مطالبين بأن تكون جلسات المحاكمة مفتوحة أمام الجمهور مع السماح بطرح أسئلة على الشهود لكنّ المحكمة رفضت ذلك لسبب من الأسباب. في 13 تشرين الثاني/نوفمبر وبينما كانت المحاكمة لا تزال جارية؛ دَخل الشبان الخمسة في إضراب عن الطعام احتجاجًا على استمرار احتجازهم؛ حينها ذكرت هيومن رايتس ووتش ذكرت أن الخمسة في حالة صحية سيئة. تم البث في القضية يوم 27 تشرين الثاني/نوفمبر حيث حكمَ قاضي التحقيق على بن غيث وعبد الخالق واثنان آخران بالسجن لمدة سنتين فيما حكم على منصور بالسّجن ثلاث سنوات.
حصل الخمسة في اليوم التالي على عفو رئاسي ثم تمّ الإفراج عنهم. رفض «المتهمين» التعليق عن كل ما جرى باستثناء البروفسور بن غيث الذي أكد للصحفيين أنه سعيد كونه بات حٌرا لكنه عاد واستدرك حيث قال: «كانت المحاكمة لحظة حزينة من أجل الوطن ... لقد شوّهت الدولة البوليسية صورة من الإمارات العربية المتحدة إلى الأبد.»

## الاعتقال والنفي القسري
يُعدّ عبد الخالق عضوا من أعضاء البدون في الشرق الأوسط لذلك لا تعتبره دولة الإمارات العربية المتحدة مواطنًا لديها،  لكن وبالرغم من ذلك فقد نَال جواز سفر دولة جزر القمر يوم 21 أيار/مايو 2012. أُلقي القبض على عبد الخالق في اليوم الموالي وذلك بتهمة الانخراط في أعمال مشكوك فيها مع جمعية الإصلاح التي تدعو إلى الإصلاح الشامل والكامل في دولة الإمارات العربية المتحدة. وفقا لهيومن رايتس ووتش ومنظمة العفو الدولية فإن السلطات خيّرت عبد الخالق بين الاحتجاز الدائم -وفي رواية أخرى السّجن المُؤبد- أو مغادرة الإمارات إلى الأبد وعدم الرجوع إليها. قرّر عبد الخالق في نهاية المطاف المغادرة باتجاه تايلاند حيث سافر إلى بانكوك يوم 16 تموز/يوليو في نفس اليوم؛ ألغت الإمارات العربية المتحدة حق الإقامة في البلاد ومنعته من العودة طوال حياته.
انتقدت هيومن رايتس ووتش تصرفات الحكومة كما انتقدت قرار المنفى القسري واصفة العمل «بالطرد غير المشروع» وبرغبة الحكومة في خنق المعارضة. أمّا منظمة العفو الدولية فقد نشرت بيانا ذكرت فيه:
| «لا ينبغي على أحمد عبد الخالق مغادرة البلاد لكنه اضطر إلى ذلك! إذن يجب على هذه الواقعة دقّ أجراس الإنذار بشأن مصير الآخرين الذين يُعارضون دولة الإمارات العربية المتحدة التي تعمل على اعتقال النشطاء بتهم جزافية مثل المساس بأمن الدولة!» |

## اقرأ أيضا
- عبد الله الصالح
- حمد النقي